# Lučská hornatina
Lučská hornatina je geomorfologický okrsek na Šumavě, na jihovýchodním okraji Trojmezenské hormatiny. Na západě sousedí s Výtoňskou kotlinou a Vítkokamenskou hornatinou, na severu s Frymburskou vrchovinou a Rožmberskou vrchovinou, na východě s Vyšebrodskou vrchovinou, na jihu přechází v rakouský Mühlviertel. Hornatina je vrásno-zlomového původu. Je rozčleněná hlubokým, pod Loučovicemi až kaňonovitým údolím Vltavy. Ve vrcholových partiích jsou četné skalní útvary vzniklé periglaciálním zvětráváním žul (Vyklestilka, Luč, Medvědí hora, Cikánský hrad).

## Geologická stavba
Lučská hornatina je tvořena z dvojslídných žul a biotitického granodioritu moldanubického plutonu.

## Významné vrcholy
- Sternstein (1122 m)
- Rotes Marterl (1051 m)
- Hvězdná - JV vrchol (1037 m) – nejvyšší vrchol Lučské hornatiny na území ČR
- Hirchenstein (1026 m)
- Hvězdná (1012 m)
- Kaliště (993 m)
- Luč (933 m)
- Kramolín (899 m)
- Vyklestilka (887 m)
- Na Martě (830 m)

## Vodstvo
Lučskou hornatinou protéká od západu k východu Vltava. V západní části je její údolí vyplněné vodní nádrží Lipno, ve východní části je vodní nádrž Lipno II. Pod Loučovicemi vytváří Vltava hluboký zaklesnutý meandr. Mezi přítoky Vltavy na území Lučské hornatiny patří Lipový potok, Kyselovský potok a Menší Vltavice, na které se nacházejí vodopády svatého Wolfganga. Jižní částí Lučské hornatiny prochází Hlavní evropské rozvodí, takže jihozápadní část náleží k povodí Dunaje – Lhotecký potok.

## Chráněná území
- Přírodní park Vyšebrodsko
- národní přírodní rezervace Čertova stěna-Luč
- přírodní rezervace Rašeliniště Kapličky
- přírodní památka Uhlířský vrch
- přírodní památka Medvědí hora